# Окландска кафява патица
Окландската кафява патица (Anas aucklandica) е вид птица от семейство Патицови (Anatidae). Видът е световно застрашен, със статут Уязвим.

## Разпространение и местообитание
Разпространен е в Нова Зеландия.